# Kukowski
Kukowski (Kukowsky) – kaszubski herb szlachecki.

## Opis herbu
Opis z wykorzystaniem zasad blazonowania, zaproponowanych przez Alfreda Znamierowskiego:
W polu lew wspięty z ogonem podwiniętym między nogami i wzniesionym do góry. Barwy nieznane. Klejnot: nad hełmem bez korony dzban z uchem i przykrywką (konew). Labry nieznanej barwy.

## Najwcześniejsze wzmianki
Herb z płyty nagrobnej z datą śmierci 12 lutego 1764, podpisaną P. B. V. KUKOWSKI. Taki sam herb znajdował się zapewne na kielichu z 1700, którego współfundatorem był Paul Ernest Kukowsky.

## Rodzina Kukowskich
Drobna szlachta kaszubska, biorąca nazwisko zapewne od wsi Kukowo koło Słupska, chociaż nie zachowały się wmianki o nich w tej wsi (w 1493 mieli ją już Bandemerowie). Najwcześniejsza wzmianka o nazwisku pochodzi z 1559 (Mathias Kukow w Półcznie), następne zaś z 1603 (Mathias Kokofsky, być może ten sam), 1607 (Kukoffsky), 1621 (Kuckow), 1658 (Greger Kukowski, 1748 (Christoph Kukowski), 1749 (Christian von Kukowski, zapewne ten sam), 1745 (Jan Maciej Kukowski), 1756 (Johan Mathias von Kukowski), 1804 (Anthon von Kukowski). Dział w Półcznie należał do rodziny do 1853. Być może jej potomkiem był Witold Kukowski (1882-1939), syn Józefa, działacz społeczny i patriotyczny, rozstrzelany przez hitlerowców. Witold Kukowski znany jest m.in. z zakupienia majątku Kolibki, co przyczyniło się do przyłączenia wsi do Polski.

## Herbowni
Kukowski (Kakowski, Kokofski, Kokowski, Kuckow, Kukoffsky, Kukow, Kukowsky, być może Kuykowski).
Przynależność herbowa tej rodziny nie jest jednak pewna. Polskie herbarze znają Kukowskich herbu Jastrzębiec oraz Ślepowron i chociaż chodzi tu o innych Kukowskich, to również kaszubskim Kukowskim herby te przypisywano. Dodatkowo, Witold Kukowski, który być może pochodzi z tej rodziny, użył pieczęci z herbem Działosza.